# Tour Baudouin
La Tour Baudouin, ou Tour Euroclear, est un immeuble de bureaux de style postmoderne situé dans le quartier Nord de Bruxelles, en Belgique.

## Localisation
La tour Baudouin se dresse au no 1-3 du boulevard Roi Albert II à Saint-Josse-ten-Noode dans le quartier Nord, juste à côté du Manhattan Center.
Occupant l'angle situé le plus à l'ouest de la commune de Saint-Josse-ten-Noode, la tour est entourée de l'avenue du Boulevard (qui fait partie de la petite ceinture de Bruxelles) au sud, du boulevard Roi Albert II à l'ouest, de la rue des Croisades au nord et de la rue du Marché à l'est.

## Historique
La tour Baudouin est conçue en 1989-1992 par l'Atelier d'architecture de Genval,, un bureau d'architectes fondé par André Jacqmain en 1967, qui fut le pionnier de l'architecture postmoderne en Belgique.
L'architecte opérationnel est le bureau ELD partnership.
L'immeuble est construit pour abriter le siège du prestataire de services financiers Euroclear, baptisé « Euroclear Operation Centre », ainsi que le conseil d'administration, le comité de direction et les bureaux des services généraux de l'entreprise publique des télécommunications belges, la RTT rebaptisée ultérieurement Belgacom puis Proximus,.  
En octobre 2020, la tour Baudouin est mise en vente : elle est alors toujours propriété conjointe d'Euroclear et d'AXA, réunis au sein de la société Calar-Cabesa Partners, maître de l'ouvrage initial. La formule envisagée est celle d’un « sale & leaseback », Euroclear souhaitant rester dans les lieux après la vente.

## Architecture
L'immeuble de bureaux est constitué d'une haute tour centrale presque carrée, de 16 niveaux plus un niveau de toit  en forme de pyramide tronquée orné d'éléments de décor triangulaires.
La tour centrale est flanquée au sud d'un volume nettement moins haut, de 10 niveaux seulement, et, au nord-ouest, d'un volume de même hauteur et de plan carré disposé le long du boulevard Roi Albert II et de la rue des Croisades.
Elle présente des caractéristiques du style postmoderne, à savoir l'alternance de surfaces de verre bleu et de hautes bandes de pierre simulant des pilastres, sommées de fines bandes de pierres plus sombres faisant office de chapiteaux très stylisés.
La tour Baudouin présente une surface de 36,500 m2. 

## Art public dans les environs de la tour Baudouin
Au milieu du boulevard Roi Albert II, face à la Tour Baudouin, se dresse une fontaine dont le centre est orné de sculptures de Pol Bury.
Au pied de l'immeuble se dresse une sculpture en bronze  intitulée Double Folded Circle Ring réalisée en 1992 par l'artiste américain Fletcher Benton, né en 1931. La sculpture a été fondue par l'atelier Artworks Foundry, basée à Berkeley en Californie.

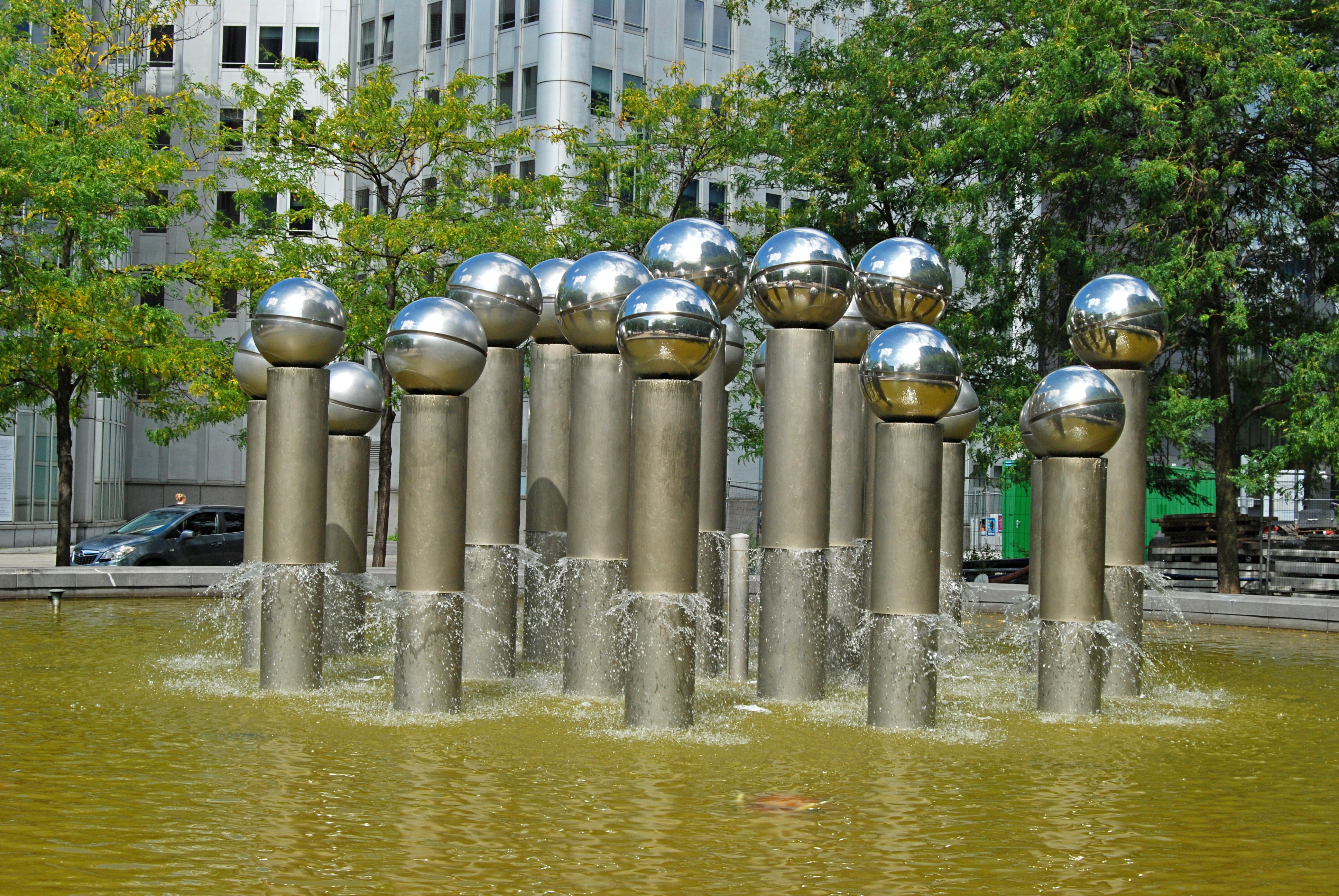
Fontaine Pol Bury.
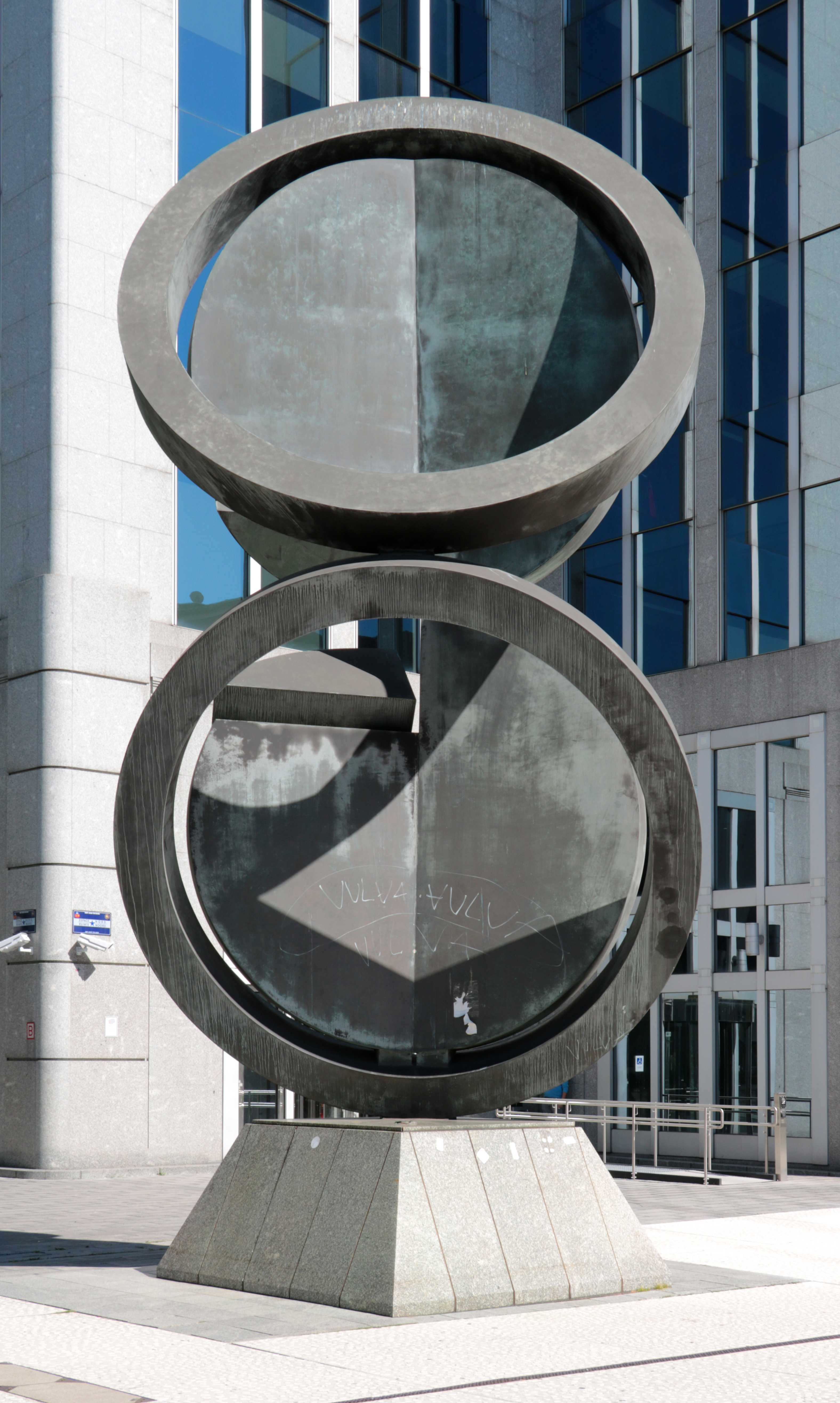
Double Folded Circle Ring.

## Accès
| ___ | Ce site est desservi par la station de métro : Rogier. |

 Ce site est desservi par la station de prémétro Rogier.